# Curse of the Sea Rats
Curse of the Sea Rats és un videojoc de plataformes i d'acció en 2,5D de l'empresa catalana Petoons Studio, va sortir a la venda el 6 d'abril de 2023 per les plataformes PlayStation 4, PlayStation 5, Switch, Xbox One, Xbox X/S, Steam i per a PC. El joc està disponible en català.

## Sinopsi
Quatre presoners de guerra de l'Imperi Britànic són transformats en rates el 1777 a les costes d'Irlanda per culpa d'una bruixa pirata. Hauran de caçar-la i derrotar seva tripulació per poder desfer l'encanteri i tornar als seus cossos originals.

## Jugabilitat
Curse of the Sea Rats és un videojoc de plataformes i d'acció en 2,5D amb centenars de pantalles que es poden anar descobrint de forma no lineal. Disposa de modes per a un i fins a quatre jugadors de forma simultània. Té una història superior a les 12 hores.

## Requisits del sistema[2]

### Mínim
- Sistema operatiu: Windows 10
- Processador: Intel Core 2 Duo E8400 o AMD Phenom II X2 550
- Memoria RAM: 4 GB
- Gràfica: NVIDIA GeForce GT 730, 2 GB o AMD Radeon HD 6670, 1 GB

### Aconsellables
- Sistema operatiu: Windows 10
- Processador: Intel Core i3-2100 o AMD FX-4350
- Memoria RAM: 4 GB
- Gràfica: NVIDIA GeForce GTX 460, 1 GB o AMD Radeon HD 6870, 1 GB